# Aleyrodes osmaroniae
Aleyrodes osmaroniae là một loài côn trùng cánh nửa trong họ Aleyrodidae, phân họ Aleyrodinae.
Aleyrodes osmaroniae được Sampson miêu tả khoa học đầu tiên năm 1945.